# ОШ „Вук Караџић” Липе
ОШ „Вук Караџић” Липе, насељеном месту на територији града Смедерево, основана је 1854.
Школу су 1841. године похађали ђаци из села Липе, Радинац, Враново, Шалинац и Кулич. Пошто је ранија школска зграда била мала, то је 1882. године саграђена нова, пространа на месту где се налази и данашња школа. Зграда је била ниска, малих прозора, покривена ћерамидом и са две учионице и једном канцеларијом. Од тада до данас, школа је више пута дозидавана и реновирана.
Данас је то прави школски објекат са девет учионица, дигиталним кабинетом, три канцеларије, фискултурном салом, ђачком кухињом и библиотеком. 